# SN 2003dr
SN 2003dr – supernowa typu Ib/c-pec odkryta 13 kwietnia 2003 roku w galaktyce NGC 5714. W momencie odkrycia miała maksymalną jasność 18,00m.